# Narrow Stairs
Albums de Death Cab for Cutie
ITunes Originals
(2005) Codes and Keys
(2011)
Narrow Stairs est un album de Death Cab for Cutie sorti en 2008.

## Accueil de la critique
James Montgomery de MTV a dit que cet album est "sans questionnement, la meilleure chose qu'ils ont fait".

## Liste des pistes
1. Bixby Canyon Bridge
2. I Will Possess Your Heart
3. No Sunlight
4. Cath...
5. Talking Bird
6. You Can Do Better than Me
7. Grapevine Fires
8. Your New Twin Size Bed
9. Long Division
10. Pity and Fear
11. The Ice is Getting Thinner

## Certifications
| Pays              | Certification | Unités certifiées |
| ----------------- | ------------- | ----------------- |
| États-Unis (RIAA) | Or            | 500 000           |
| Royaume-Uni (BPI) | Argent        | 60 000            |